# Euphorbia enopla
Euphorbia enopla ist eine Pflanzenart aus der Gattung Wolfsmilch (Euphorbia) in der Familie der Wolfsmilchgewächse (Euphorbiaceae).

## Beschreibung
Die sukkulente Euphorbia enopla bildet zweihäusige Sträucher mit einer Wuchshöhe von 0,3 bis 1 Meter aus. Es werden zahlreiche Triebe aus der Basis heraus und mit vielen Verzweigungen ausgebildet. Die Triebe werden bis 22,5 Zentimeter lang und 3 Zentimeter dick. Sie haben sechs bis sieben Rippen und sind in den Zwischenräumen tief gefurcht. An den Rippen sind flache Warzen angeordnet. Es werden sehr viele, einzeln stehende und sterile Blütenstiele ausgebildet. Sie sind dick, dornenartig, stehen in einem Abstand von bis zu 6 Millimeter zueinander und sind gerade bis leicht gebogen. Weiterhin sind sie rötlich gefärbt, gehen später ins purpurne über und vergrauen anschließend.

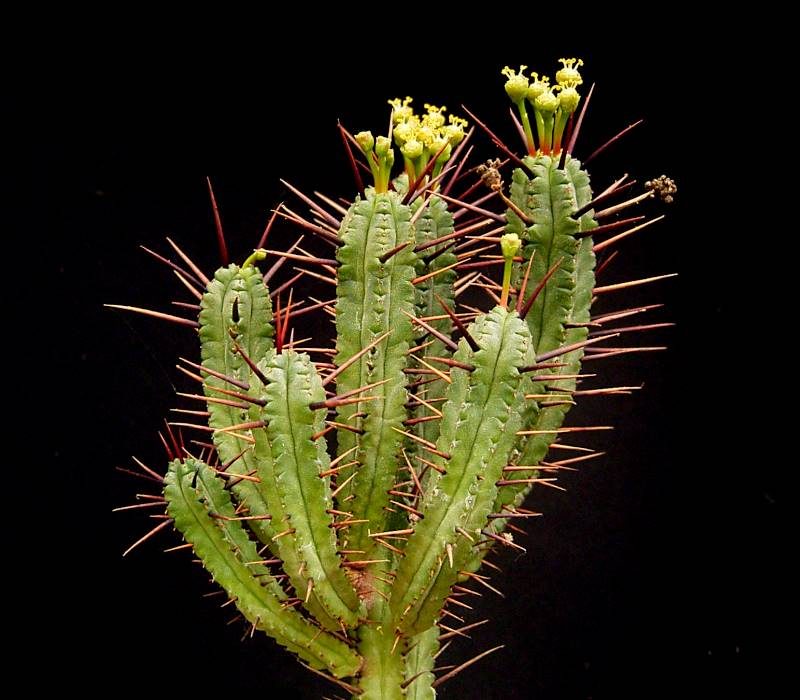
Blühende Pflanze
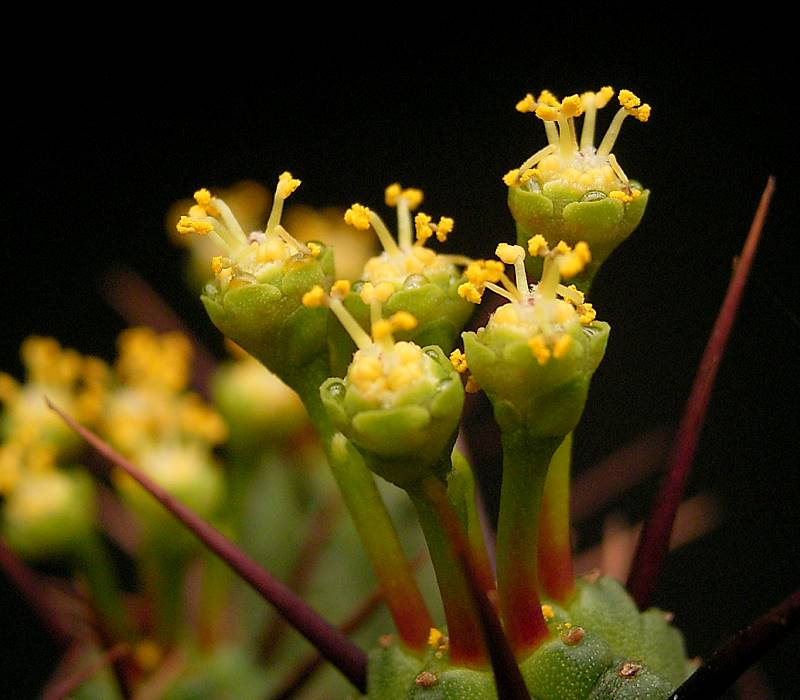
Männliche Blüten
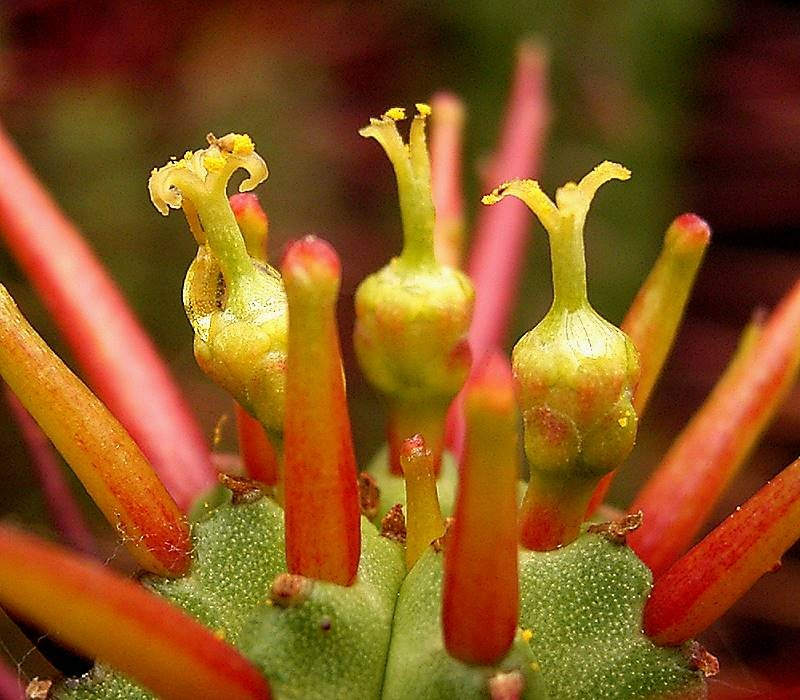
Weibliche Blüten

Es werden einzelne Cyathien ausgebildet. Die Blütenstiele der männlichen Cyathien werden 8 bis 25 Millimeter lang, die der weiblichen sind kürzer und mit vier bis sechs, kleinen und dunkelrot gefärbten Tragblättern versehen. Die Cyathien erreichen einen Durchmesser von bis zu 5 Millimeter. Die länglichen Nektardrüsen stehen einzeln und die kugelförmige Frucht ist nahezu sitzend. Über den Samen ist nichts bekannt.

## Verbreitung und Systematik
Euphorbia enopla ist in der südafrikanischen Provinz Ostkap verbreitet.
Euphorbia enopla gehört zur Sektion Anthacanthae der Untergattung Athymalus. Die Erstbeschreibung der Art erfolgte 1860 durch Pierre Edmond Boissier.
Es werden folgende Varietäten unterschieden:
- Euphorbia enopla var. enopla
- Euphorbia enopla var. viridis A.C.White
im Unterschied zur Stammart sind die dornenartigen, sterilen Blütenstiele gelblich grün gefärbt